# Хвецевичи
Хве́цевичи (бел. Хве́цавічы, пол. Chwiecewicze) — деревня в Сморгонском районе Гродненской области Белоруссии.
Входит в состав Коренёвского сельсовета.
Расположена в центральной части района к югу от истока реки Гервятка. Расстояние до районного центра Сморгонь по автодороге — около 13,5 км, до центра сельсовета деревни Корени по прямой — 10 км. Ближайшие населённые пункты — Сазоны, Слабсны, Студенец. Площадь занимаемой территории составляет 0,2680 км², протяжённость границ 5250 м.
Согласно переписи население деревни в 1999 году насчитывало 30 человек.
До 2008 года Хвецевичи входили в состав Белковщинского сельсовета.
Автомобильной дорогой местного значения Н7371 деревня связана с дорогой Н6742 Белковщина — Аславеняты — Хвецевичи — Караваи.